# Suno
Suno je bil vodja (dux) Frankov v poznem 4. stoletju. Med Teodozijevim obleganjem Magna Maksima v Ogleju je leta 388 vdrl v Rimsko cesarstvo. 
Invazijo je dokumentiral Gregor iz Toursa, ki je citiral zdaj izgubljeno delo Sulpicija Aleksandra. Po Sulpicijevem poročilu so Markomer, Suno in Genobavd vdrli v rimski provinci Spodnjo Germanijo in Belgijo. Prebili so limes in pobili veliko ljudi, uničili najbolj plodna polja in poskrbeli za paniko v Kölnu. Po tem napadu se je glavnina Frankov s plenom vrnila čez reko Ren, nekateri pa so ostali v belgijskih gozdovih. Ko so rimski generali Magn Maksim, Nanin in Kvintin v Trierju izvedeli za dogodke, so napadli Franke, ki so ostali na rimskem ozemlju, in jih veliko pobili. Po tem spopadih je Kvintin prečkal Ren, da bi kaznoval Franke, vendar je bila njegova vojska obkoljena in potolčena. Veliko rimskih vojakov je bilo ubitih, veliko se jih je utopilo v močvirjih in le  redkim se je uspelo vrniti v cesarstvo. 
Nanina in Kvintina sta zamenjala generala Harieto in Sir, ki sta se soočila z novim napadom Frankov. 
Po padcu Magna Maksima sta imela Markomer in Suno kratek sestanek s Frankom Arbogastom, generalom (magister militum) v rimski vojski, na katerem so se pogovarjali o nedavnih frankovskih napadih. Franki so Rimljanom kot običajno izročili talce in Arbogast se je vrnil v Trier. 
Nekaj let pozneje, ko je Arbogast prevzel oblast in je bila zahodnorimska vojska skoraj v celoti v rokah frankovskih plačancev, je general prečkal Ren in vdrl v Germanijo. Markomer se je sestal s Hati in Ampsivari, ki se niso vključili v dogajanja.
Kasneje je pesnik Klavdijan zapisal, da so Rimljani aretirali Markomerja in ga zaprli v vilo v Toskani. Njegov brat Suno je prečkal Ren in se skušal postaviti za vodjo Markomerjeve skupine, vendar so ga ubili njegovi lastni ljudje. 
Po kasnejši kroniki Liber Historiae Francorum je Markomer po smrti Suna poskušal združiti Franke. Predlagal je, da bi Franki živeli pod enim kraljem, in za kralja predlagal svojega sina Faramonda. Vir v nadaljevanju ne poroča o tem, ali je Markomer uspel, iz drugih virov pa je mogoče sklepati, da se je Faramond štel za prvega  kralja Frankov. Sodobni zgodovinarji poročila v Liber Historiae Francorum zaradi neskladij ne sprejemajo za zgodovinsko. 

## Vira
- Gregor iz Toursa, Historiën, Book II - paragraph 9.
- Claudian, Loeb classical Library, On Stilicho's Consulship (translation Platnauer)
- Edward James, Franken